# 知床沼
知床沼（しれとこぬま）は、北海道北部、根室振興局管内目梨郡羅臼町にある沼である。知床池とする文献もあるが現在では知床沼で知られている。知床世界遺産、知床国立公園に含まれる。

## 概要
ポロモイ台地の上に位置している。航空写真で見ると大きな沼が二つと湿地帯が見えるが、国のデータとしては一つの沼と考えられ、雨期によって沼数が変わるらしく過去には五つの沼とする文献もある。また湿原部分が池のようになっている写真もあり、湿原の一部は浮島になっている。湖岸状況は自然が100%となっており人工湖岸は全くない。10月から5月にかけて結氷が見られる。生物相は不明となっている。流出、流入河川とも無い。地質は更新世羅臼岳火山噴出物(輝石安山岩)となっている。崖地は0%で非崖地が100%となっている。

## 登山
登山道は全くなく入山の際には相泊で入林届を提出する必要がある。知床岳を目指すルートと同じ道を通り、相泊から海岸線を北上し観音岩からウナキベツ川を何度も渡渉し、青沼(蒼沼)を経由してポロモイ大地へと出て稜線伝いに登攀する。ウトロ川から遡上するルートもあるが環境省では相泊側からのルートを推奨している。整備された登山道は無く、沢の遡行やハイマツのヤブこぎをしなければ山頂に到達することはできない。往路は6時間、復路は5時間を要する。
どうしても野営をする場合は知床沼周辺に4人用テント3～4張程度の指定区域が特別に設けられている。羅臼町のルサフィールドハウスでも最新の情報を手に入れることが可能である。ウナキベツ河口まで漁船をチャーターする方法もある。